# McLaren MP4/14
El McLaren MP4/14 fue un coche de Fórmula 1 construido y diseñado por el equipo McLaren-Mercedes para competir en la temporada 1999 de Fórmula 1. Diseñado principalmente por Neil Oatley y Henri Durand bajo la dirección de Adrian Newey, Mario Illien proporcionó a McLaren su motor hecho a medida. El coche le dio a Mika Häkkinen su segundo Campeonato de Pilotos de Fórmula 1 consecutivo, pero McLaren no pudo defender su título en el Campeonato Mundial de Constructores, perdiendo por poco ante la Scuderia Ferrari.

## Descripción general
El MP4/14 fue el coche más rápido de la temporada, con una aerodinámica incluso más avanzada que la del conquistador MP4/13 del año anterior, mientras que el motor Mercedes siguió siendo el más potente de la parrilla. Sin embargo, graves problemas de fiabilidad, así como errores de los pilotos, hicieron que Ferrari ganara el Campeonato de Constructores.
McLaren utilizó logotipos "West", excepto en los Grandes Premios de Francia, Gran Bretaña y Bélgica.

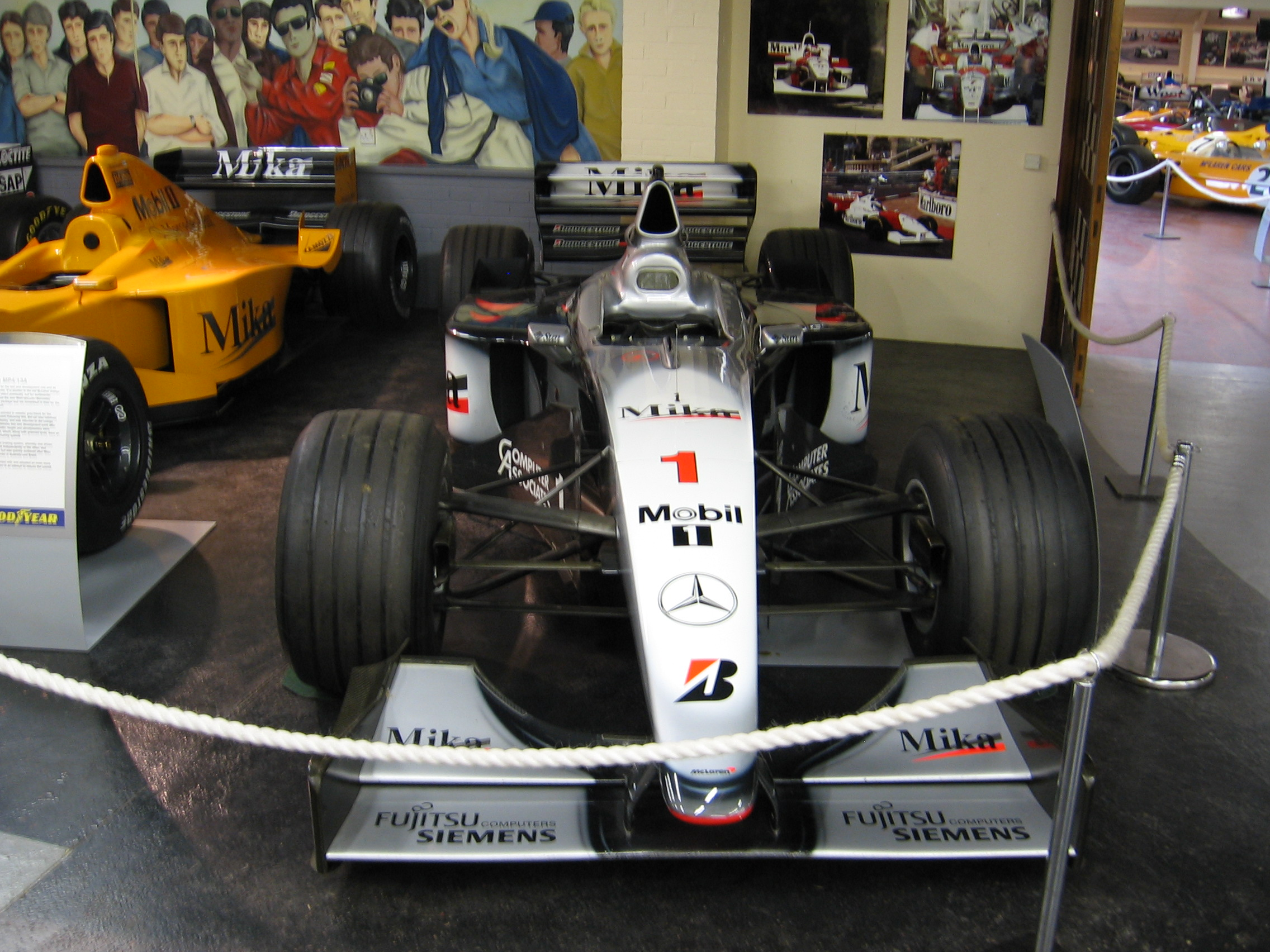
McLaren MP4/14 en exhibición en la Colección Donington. El coche lleva el chasis número 4 y se encuentra en el estado en el que cruzó la línea de meta para ganar tanto el Gran Premio de Japón de 1999 como el Campeonato de Pilotos de Fórmula 1 para su piloto, Mika Häkkinen.

## Resultados
(Clave) (negrita indica pole position) (cursiva indica vuelta rápida)

| Año     | Motor        | Neu. | N.º | Pilotos         | 1   | 2   | 3   | 4   | 5   | 6   | 7   | 8   | 9   | 10  | 11  | 12  | 13  | 14  | 15  | 16  | Puntos | Pos. |
| ------- | ------------ | ---- | --- | --------------- | --- | --- | --- | --- | --- | --- | --- | --- | --- | --- | --- | --- | --- | --- | --- | --- | ------ | ---- |
| 1999    | Mercedes V10 | B    |     |                 | AUS | BRA | SMR | MON | ESP | CAN | FRA | GBR | AUT | GER | HUN | BEL | ITA | EUR | MYS | JPN | 124    | 2º   |
| 1999    | Mercedes V10 | B    | 1   | Mika Häkkinen   | Ret | 1   | Ret | 3   | 1   | 1   | 2   | Ret | 3   | Ret | 1   | 2   | Ret | 5   | 3   | 1   | 124    | 2º   |
| 1999    | Mercedes V10 | B    | 2   | David Coulthard | Ret | Ret | 2   | Ret | 2   | 7   | Ret | 1   | 2   | 5   | 2   | 1   | 5   | Ret | Ret | Ret | 124    | 2º   |
| Fuente: |              |      |     |                 |     |     |     |     |     |     |     |     |     |     |     |     |     |     |     |     |        |      |